# Бхаи Мати Дас
Бхаи Мати Дас (в.-пандж. ਭਾਈ ਮਤੀ ਦਾਸ; ум. 8 ноября 1675, Дели) — один из первых мучеников сикхизма, старший брат Бхаи Сати Даса

## Биография
Был старшим из четверых сыновей Бхаи Хира Нанда (ум. 1657), ученика Гуру Хар Рая. После смерти отца он и его младший брат Бхаи Сати Дас стали приверженцами сикхизма. Братья начали свою деятельность при Гуру Хар Кришан, а после его ухода в 1664 году перешли к Гуру Тегху Бахадуру. Вскоре после добровольной отставки Дивана (министра) Бхаи Мати был назначен на его должность, а его младший брат стал Вазиром.
Летом 1675 года вместе с Гуру Бахадуром, младшим братом и Бхаи Даялой они отправились ко двору падишаха Аурангзеба. По приказу Аурагзеба они были арестованы и отправлены в тюрьму, где их должны были держать, пока они не согласятся перейти в ислам. Спустя несколько дней они предстали перед кади, которые их спрашивали о переходе в ислам. После отказа они были приговорены к пыткам и казни на глазах у Гуру; Бхаи Мати Дас был распилен заживо палачами, после него 10 ноября были казнены его младший брат и Бхаи Даяла.